# Tribuzy
I Tribuzy sono una band metal brasiliana, fondata dal cantante Renato Tribuzy.
Nati ufficialmente nel 2004, la pubblicazione del loro primo album Execution è del 2005, con la partecipazione di ospiti quali Bruce Dickinson degli Iron Maiden, Michael Kiske degli Helloween e Kiko Loureiro degli Angra e coadiuvati da una produzione comprendente anche Roy Z.

## Formazione

### Formazione attuale
- Renato Tribuzy – voce
- Frank Schieber – chitarra
- Eduardo Fernandez – chitarra
- Flavio Pascarillo – batteria
- Ivan Guilhon – basso

### Ex componenti
- Gustavo Silveira (2005)

## Discografia

### Album
- Execution (2005)
- Execution - Live Reunion (2007)